# Stipa coronata
Stipa coronata es una especie de planta herbácea perteneciente a la familia de las poáceas.

## Distribución y hábitat
La hierba es nativa del sur de California y Baja California, donde crece en las montañas de la costa y del interior, a menudo en el chaparral, bosques de roble y pino amarillo en comunidades de plantas forestales. Crece desde el nivel del mar hasta los 1.500 m de altitud. Stipa coronatum se encuentra en la Cordillera Peninsular, Sierras Transversales, el sur de California Coast Ranges, y las Islas del Canal.

## Descripción
Stipa coronatum es una formación de racimos sueltos de hasta aproximadamente 2 metros de altura máxima, pero por lo general es una hierba perenne más corta. Los grumos se expanden por rizomas cortos. Esta especie es similar a la especie del interior, Stipa parishii, y de vez en cuando los dos parecidas en características son fácilmente confundidas.
La hierba tiene una generosa inflorescencia de hasta 60 centímetros de largo con grandes espiguillas de hasta 2 centímetros de largo cada una, sin incluir una arista de hasta 4,5 centímetros. La arista tiene dos dobleces distintas.

## Taxonomía
Stipa coronata fue descrita por George Thurber y publicado en Geological Survey of California, Botany 2: 287–288. 1880.
Etimología
Stipa: nombre genérico que deriva del griego stupe (estopa, estopa) o stuppeion (fibra), aludiendo a las aristas plumosas de las especies euroasiáticas, o (más probablemente) a la fibra obtenida de pastos de esparto.
coronata: epíteto latíno que significa "coronada".
Sinonimia
- Achnatherum coronatum (Thurb.) Barkworth
- Stipa coronata var. coronata[7][8]